# ペドロ・マルティネス
ペドロ・ハイメ・マルティネス（Pedro Jaime Martinez, 1971年10月25日 - ）は、ドミニカ共和国サント・ドミンゴ州マノグアヤボ出身の元プロ野球選手（投手）。右投右打。現在は、ボストン・レッドソックスの特別GM補佐を務めている。
現役時代はサイ・ヤング賞を3回受賞し、1999年にはレッドソックス史上初となるシーズン300奪三振を記録。引退後の2015年にアメリカ野球殿堂入り、背番号45はボストン・レッドソックスの永久欠番に制定。
ロサンゼルス・ドジャースのエースとして活躍したラモン・マルティネスは実兄。

## 経歴

### ドジャース時代
1988年6月18日にロサンゼルス・ドジャースと契約。
1992年はAAA級で開幕を迎え7勝6敗、防御率3.81の成績を残し、9月24日のシンシナティ・レッズ戦でメジャーデビュー。
1993年は球団新人記録となる65試合に登板し、リリーフ投手としてはリーグ最多の10勝、リーグ新人投手3位タイの119奪三振、防御率2.61を記録。ルーキー・オブ・ザ・イヤーの投票では9位に入った。

### エクスポズ時代
1993年11月19日にデライノ・デシールズとの交換トレードでモントリオール・エクスポズに移籍。
1994年からは先発に転向。4月13日のレッズ戦では7回までパーフェクトに抑えたものの、8回にレジー・サンダースに死球を与え、9回の先頭打者に安打を打たれて降板している。6月9日のニューヨーク・メッツ戦では被安打3でメジャー初完投・初完封を記録し、ドワイト・グッデンに投げ勝った。ストライキでシーズンが打ち切りとなったが、11勝5敗、防御率3.42を記録した。
1995年6月3日のサンディエゴ・パドレス戦では9回までパーフェクトに抑えたが、打線の援護がなく0-0のまま延長戦に入り、10回の先頭打者であったビップ・ロバーツに二塁打を打たれて完全試合を逃した。
1996年はオールスターゲームに初めて選出され1イニングを投げた。8月29日の古巣ドジャース戦では兄ラモン・マルティネスと史上6人目の兄弟同士の先発登板で対戦。12奪三振で2失点完投するが、ラモンが8回を1失点に抑える好投で敗戦投手となった。13勝10敗、防御率3.70、222奪三振を記録し、初めて200の大台を上回った。
1997年は開幕から8戦8勝を記録。17勝8敗、防御率1.90、カート・シリングに次いでリーグ2位の305奪三振、リーグトップの13完投を記録し、最優秀防御率のタイトルを獲得。18試合で2桁奪三振を記録し、奪三振・防御率は共に球団新記録となった。サイ・ヤング賞の投票では1位票を28票のうち25票獲得し初受賞した。また右投手が300奪三振と防御率1点台を同時に記録するのは1912年のウォルター・ジョンソン以来の快挙だった。

### レッドソックス時代

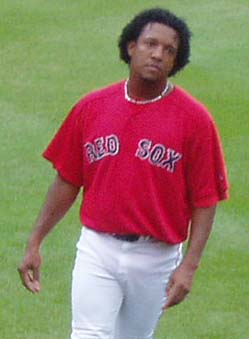
ボストン・レッドソックス時代
（2004年6月22日）

1997年11月18日にカール・パバーノ、トニー・アーマス・ジュニアとの交換トレードでボストン・レッドソックスに移籍し、6年総額7500万ドル、7年目はオプションで1750万ドルという投手としては当時史上最高額の契約を結んだ。
1998年は自身初の開幕投手を務め、開幕5連勝。いずれもリーグ2位の19勝（7敗）、防御率2.89、251奪三振を記録し、チームのワイルドカード獲得に貢献。クリーブランド・インディアンスとのディビジョンシリーズでは第1戦に先発登板し、7回3失点で勝利投手。チームはその後3連敗で敗退した。サイ・ヤング賞の投票では満票で受賞したロジャー・クレメンスに次ぐ2位に入った。
1999年は4月15日から5月18日にかけて7試合連続2桁奪三振を記録するなど前半戦で15勝を記録し、30勝を達成するのではと騒がれた。地元ボストンで行われたオールスターゲームに先発し、2イニングを投げて5三振を奪い、MVPに選出された。三振を喫したマーク・マグワイアを「あんな投球をされたら誰も打てやしない」と脱帽させた。オールスターで肩を痛めたが、8月19日から9月27日にかけてメジャー記録となる8試合連続2桁奪三振を記録。9月10日のニューヨーク・ヤンキース戦では17奪三振、被安打はチリ・デービスの本塁打1本のみで完投勝利を挙げた。23勝4敗、防御率2.07、313奪三振の圧倒的な成績で最多勝・最優秀防御率・最多奪三振を獲得して投手三冠を達成し、奪三振率13.2は当時のメジャー記録となった。チームは前年に続きワイルドカードを獲得。故障を押して登板し、インディアンズとのディビジョンシリーズでは第1戦に先発登板するも4回で降板。2勝2敗のタイで迎えた第5戦では4回からリリーフ登板して6イニングを無安打に抑えて勝利投手。ヤンキースとのリーグチャンピオンシップシリーズでは第3戦に先発登板し、7回を2安打、12奪三振無失点で勝利投手となるが、チームはその1勝のみに終わり敗退した。オフに2度目のサイ・ヤング賞を満票で獲得し、MVPの最有力候補と言われた。投票では1位票を最多の8票獲得したが、239対252と13ポイント差でイバン・ロドリゲスに次ぐ2位に終わり、「投手にMVPの資格はないのか？」と論争になった。
2000年5月6日のタンパベイ・デビルレイズ戦では毎回の17奪三振で1失点完投するも、味方打線が完封されて敗戦投手となった。8月28日の同カードでは初回先頭打者のジェラルド・ウィリアムズに死球を与えて乱闘となるが、その後8回までパーフェクトに抑える。9回の先頭打者に安打を打たれノーヒットノーランを逃したが、13奪三振完封勝利。18勝6敗、防御率1.74、284奪三振、リーグ最多の4完封を記録し、最優秀防御率・最多奪三振の二冠を獲得。防御率は2位クレメンスの3.70に1.96という大差を付けた。被出塁率は.213でウォルター・ジョンソンが1913年に記録した.217を更新。WHIPに至っては史上最高の0.74という驚異的な数字を記録し、被打率.167もメジャー記録と、記録ずくめのシーズンだった。オフに3度目のサイ・ヤング賞を満票で受賞した。
2001年は5月までに7勝1敗、防御率1.44、11試合中8試合で2桁奪三振を記録するなど好調だったが、肩の回旋筋腱板損傷のため離脱し、復帰後も未勝利に終わる。
2002年は開幕戦のトロント・ブルージェイズ戦では3回8失点の大乱調だったが、4月7日に前年5月30日以来の勝利を挙げた。その間8試合連続で勝星がなかったのは自己ワースト記録である。4月19日のカンザスシティ・ロイヤルズ戦で史上57人目となる通算2000奪三振を達成。開幕から7連勝、6月20日から9連勝を記録するなど20勝4敗、共にリーグ1位の防御率2.26、239奪三振を記録し、最優秀防御率・最多奪三振の二冠を獲得。サイ・ヤング賞の投票では23勝で最多勝を獲得したバリー・ジトに次ぐ2位だった。
2003年は4月12日のボルチモア・オリオールズ戦で自身ワーストの10失点。5月から約1カ月離脱するが、14勝4敗、防御率2.22、206奪三振の成績で2年連続の最優秀防御率を獲得し、チームはワイルドカードを獲得。オークランド・アスレチックスとのディビジョンシリーズでは第1戦で先発登板し勝敗付かず。第5戦では8回途中3失点で勝利投手となった。ヤンキースとのリーグチャンピオンシップシリーズでは第3戦に先発登板し、7回4失点で敗戦投手。この試合では自軍の打者に対する死球に激昂し自身に向かって突進してきたヤンキースベンチコーチのドン・ジマー（当時72歳）を、頭を押さえつけて相撲の叩き込みのような形で地面に転がした（ジマーは現役時代に頭部死球により意識不明に陥った過去がある）。最終第7戦では8回表まで5-2とリードしていたが、その裏集中打を浴びて同点に追い付かれ降板。チームは延長の末サヨナラ負けを喫しリーグ優勝はならなかった。
2004年は16勝9敗、217奪三振を記録したものの防御率3.90で8年ぶりの3点台と今ひとつだったが、チームは2年連続でワイルドカードを獲得する。アナハイム・エンゼルスとのディビジョンシリーズでは第2戦に先発登板し勝利投手。ヤンキースとのリーグチャンピオンシップシリーズでは第2戦に先発登板するが6回3失点で敗戦投手となり、第5戦では勝敗付かず。3連敗からタイに戻した最終第7戦では7回からリリーフ登板するも2失点で降板。チームは史上初の3連敗からの4連勝で、18年ぶりのリーグ優勝を果たす。セントルイス・カージナルスとのワールドシリーズでは第3戦に先発登板して7回無失点で勝利投手。チームは4連勝で86年ぶりのワールドチャンピオンに輝いた。オフにFAとなった。

### メッツ時代

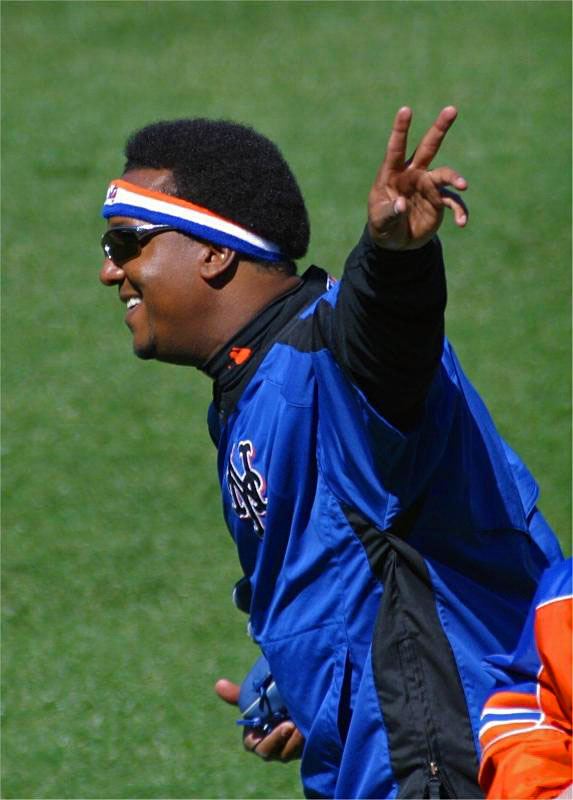
ニューヨーク・メッツ時代
（2006年4月）

2004年12月17日にメッツと4年総額5200万ドルで契約した。
2005年は15勝8敗、防御率2.82、208奪三振を記録し、被出塁率は.250でリーグ1位、メジャー全体でヨハン・サンタナに次ぐ2位だった。奪三振率が8.6で9年ぶりに9を下回ったが、奪三振と四球の割合は4.43でリーグ1位だった。
2006年は開幕から5連勝。4月17日のアトランタ・ブレーブス戦で7回途中まで6安打、3失点に抑え、メッツの選手としてはオーレル・ハーシュハイザーに次いで史上2人目となる通算200勝を達成。84敗での達成は史上最も少ない敗戦数である。途中故障で1ヶ月離脱し、復帰後も故障がちで9勝8敗、防御率4.48に終わる。チームは18年ぶりの地区優勝を果たしたが、ポストシーズンでは登板なし。10月1日に右肩の手術を行うことを発表した。投球再開までには少なくとも8カ月はかかる見通しで、翌年シーズン前半戦の出場は絶望となった。復帰後に本来の力を再び発揮できるかどうか不安を感じており、11月6日のニューヨーク・タイムズ紙には元通りにならないようであれば引退を考える旨のコメントを寄せている。
2007年のスプリングトレーニングで「復帰する日まで、ただプレーオフに近い位置にいてくれればいい。そこからオレが世界一まで押し上げてやるから」と発言した。9月3日のレッズ戦で復帰を果たし、史上15人目、ラテンアメリカ出身の選手として初めて3000奪三振を達成した。与四球が1000以下で達成したのは史上4人目だった。5試合に登板して3勝1敗、防御率2.57の成績を残した。チームは残り17試合で2位のフィラデルフィア・フィリーズに7ゲーム差を付けて地区首位だったがその後5勝12敗と失速し、9月30日のレギュラーシーズン最終戦でフロリダ・マーリンズに敗れ、1ゲーム差でフィリーズに地区優勝を奪われポストシーズン進出を逃した。
2008年は故障がちで調子が上がらず、5勝6敗、防御率5.61に留まり、オフにFAとなった。

### 第2回WBC出場
2009年3月に第2回ワールド・ベースボール・クラシック（WBC）のドミニカ共和国代表に選出された。第1戦のオランダ戦に3番手として登板し3回を4奪三振、無失点と好投したが、チームは敗れた。第3戦のオランダ戦でも2番手として登板し、3回を2奪三振、無失点と好投したが打線が振るわず逆転サヨナラ負けを喫し、チームは一次リーグ敗退となった。

### フィリーズ時代

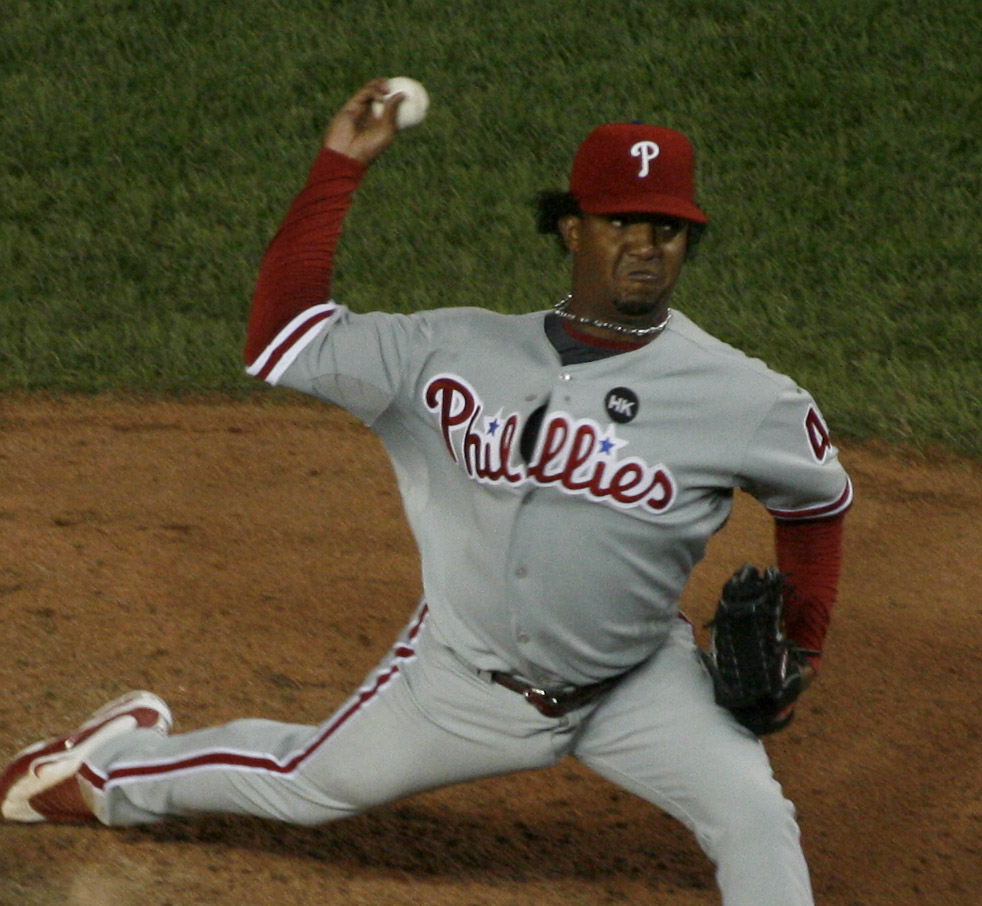
フィラデルフィア・フィリーズ時代
（2009年9月8日）

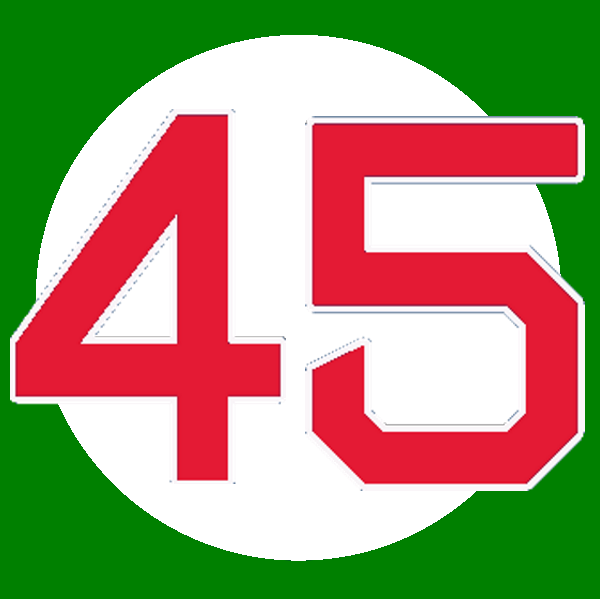
マルティネスのレッドソックス在籍時の背番号「45」。
ボストン・レッドソックスの永久欠番に2015年指定。

2009年7月14日、フィリーズと年俸100万ドル+最大150万ドルのインセンティブ付き契約を結んだ。8月12日のシカゴ・カブス戦に移籍後初先発初登板。5イニングを7安打、3失点、5奪三振に抑え、味方の援護もあって勝利を挙げた。チームは地区優勝を果たし、ポストシーズンも勝ち上がってリーグ優勝を果たす。連覇を賭けて臨んだヤンキースとのワールドシリーズでは第2戦に先発登板したが、松井秀喜に地面すれすれの変化球を掬い上げられる本塁打を浴びるなど、7回途中3失点で敗戦投手となる。王手をかけられた第6戦でも2回に松井に先制2点本塁打を喫し、3回にも2点適時打を打たれるなど4回4失点で敗戦投手となった。結果的にこれが自身メジャー最後の登板となった。

### 引退
所属球団のない状態が続いたが、2011年12月にMLBの公式サイトが引退の意向を伝えた。
2013年1月24日、ボストン・レッドソックスの特別GM補佐に就任する事になった。

### アメリカ野球殿堂入り
2015年にアメリカ野球殿堂入りの得票資格を得て有資格1年目で91.1%の得票率で殿堂入りを成し遂げた（同年に共に表彰されたのはランディ・ジョンソン（97.3%）、ジョン・スモルツ（82.9%）、クレイグ・ビジオ（82.7%））。これを記念し、同年6月22日にレッドソックスはマルティネスの背番号『45』を永久欠番に指定
し、7月28日に欠番表彰式が行われた。

## 選手としての特徴
身長は公称180cmとなっているが、実際はもっと小柄でさらに細身であった。
サイドスローに近いスリークォーターから常時95mph前後・最速99mph（約159km/h）の速球（フォーシーム、ツーシーム）、切れ味の鋭いカーブ、サークルチェンジ、カットボールを抜群のコントロールで操った。投手に必要とされる技術を網羅しているとされ、イチローをして「完璧な投手」と言わしめた。しかし、度重なる故障により速球は90mph前半にまで落ち込んだ。
松井秀喜やイチローによると「ペドロの凄さはキレの良いさまざまな変化球をコーナーにきちんと投げ分けられること」だという。高速で急ブレーキのかかるカーブはパワーカーブと呼ばれ、本人はハードカーブと呼んでいるとインタビューで語った（握り自体はナックルカーブ）。サークルチェンジもまた有名であり、スクリューボールのように鋭く変化し、三振の山を築いた。ピンチになると球速が上がるなどの特徴を持つ。
通算投球回数2000回以上の投手が対象である、投球回数9回に対する通算の奪三振率が10以上の投手3人のうちの1人であり、投球回数9回に対する通算の奪三振率10.04はマックス・シャーザー、ランディ・ジョンソンに次いでMLB史上3位である。
レッドソックス時代は打者に恐怖心を与えるために故意に頭部を狙い、いわゆるビーンボールを投げる「ヘッドハンター」と見られていた。投手が打席に立つナ・リーグへ移籍した2005年は前年の16死球から4死球へ減少。自伝において「（キャリアを通じて）死球の90パーセントは故意だった」と告白している。
2015年5月、米スポーツ専門局ESPNの「これまで対戦したなかで手強かった打者は?」という質問に対して、バリー・ボンズ、エドガー・マルティネス、デレク・ジーター、ケニー・ロフトン、イチローの5名を挙げた。
通算勝利数だけを問題にするなら、殿堂入りの基準とされる300勝には遠く及ばない219勝止まりだが、2年連続を含む3度のサイ・ヤング賞、5度の防御率1位、最多勝1回、最多奪三振3回と内容が高く、全盛期の1999年にはサイ・ヤング賞も含め投手4冠を達成している。1998年のMLBシーズン最多本塁打記録対決などに象徴される「ステロイド時代」にマーク・マグワイアやサミー・ソーサと渡り合い、全盛期のバリー・ボンズとも鎬を削った投手でもあり、アメリカ野球殿堂入りが果たせたのはこうしたところも大きい。また、その傑出した成績から薬物使用を疑う憶測こそあれ、それを裏付けする証言や証拠は存在しない。

## 人物
2025年4月9日、数人の親族が4月8日のジェット・セットナイトクラブ天井崩落事故で行方不明になると表明した。

## 詳細情報

### 年度別投手成績
| 年 度     | 球 団     | 登 板 | 先 発 | 完 投 | 完 封 | 無 四 球 | 勝 利 | 敗 戦 | セ 丨 ブ | ホ 丨 ル ド | 勝 率 | 打 者 | 投 球 回 | 被 安 打 | 被 本 塁 打 | 与 四 球 | 敬 遠 | 与 死 球 | 奪 三 振 | 暴 投 | ボ 丨 ク | 失 点 | 自 責 点 | 防 御 率 | W H I P |
| --------- | --------- | ----- | ----- | ----- | ----- | -------- | ----- | ----- | -------- | ----------- | ----- | ----- | -------- | -------- | ----------- | -------- | ----- | -------- | -------- | ----- | -------- | ----- | -------- | -------- | ------- |
| 1992      | LAD       | 2     | 1     | 0     | 0     | 0        | 0     | 1     | 0        | --          | .000  | 31    | 8.0      | 6        | 0           | 1        | 0     | 0        | 8        | 0     | 0        | 2     | 2        | 2.25     | 0.88    |
| 1993      | LAD       | 65    | 2     | 0     | 0     | 0        | 10    | 5     | 2        | --          | .667  | 444   | 107.0    | 76       | 5           | 57       | 4     | 4        | 119      | 3     | 1        | 34    | 31       | 2.61     | 1.24    |
| 1994      | MON       | 24    | 23    | 1     | 1     | 0        | 11    | 5     | 1        | --          | .688  | 584   | 144.2    | 115      | 11          | 45       | 3     | 11       | 142      | 6     | 0        | 58    | 55       | 3.42     | 1.11    |
| 1995      | MON       | 30    | 30    | 2     | 2     | 0        | 14    | 10    | 0        | --          | .583  | 784   | 194.2    | 158      | 21          | 66       | 1     | 11       | 174      | 5     | 2        | 79    | 76       | 3.51     | 1.15    |
| 1996      | MON       | 33    | 33    | 4     | 1     | 1        | 13    | 10    | 0        | --          | .565  | 901   | 216.2    | 189      | 19          | 70       | 3     | 3        | 222      | 6     | 0        | 100   | 89       | 3.70     | 1.20    |
| 1997      | MON       | 31    | 31    | 13    | 4     | 1        | 17    | 8     | 0        | --          | .680  | 947   | 241.1    | 158      | 16          | 67       | 5     | 9        | 305      | 3     | 1        | 65    | 51       | 1.90     | 0.93    |
| 1998      | BOS       | 33    | 33    | 3     | 2     | 0        | 19    | 7     | 0        | --          | .731  | 951   | 233.2    | 188      | 26          | 67       | 3     | 8        | 251      | 9     | 0        | 82    | 75       | 2.89     | 1.09    |
| 1999      | BOS       | 31    | 29    | 5     | 1     | 0        | 23    | 4     | 0        | 0           | .852  | 835   | 213.1    | 160      | 9           | 37       | 1     | 9        | 313      | 6     | 0        | 56    | 49       | 2.07     | 0.92    |
| 2000      | BOS       | 29    | 29    | 7     | 4     | 2        | 18    | 6     | 0        | 0           | .750  | 817   | 217.0    | 128      | 17          | 32       | 0     | 14       | 284      | 1     | 0        | 44    | 42       | 1.74     | 0.74    |
| 2001      | BOS       | 18    | 18    | 1     | 0     | 0        | 7     | 3     | 0        | 0           | .700  | 456   | 116.2    | 84       | 5           | 25       | 0     | 6        | 163      | 4     | 0        | 33    | 31       | 2.39     | 0.93    |
| 2002      | BOS       | 30    | 30    | 2     | 0     | 0        | 20    | 4     | 0        | 0           | .833  | 787   | 199.1    | 144      | 13          | 40       | 1     | 15       | 239      | 3     | 0        | 62    | 50       | 2.26     | 0.92    |
| 2003      | BOS       | 29    | 29    | 3     | 0     | 1        | 14    | 4     | 0        | 0           | .778  | 749   | 186.2    | 147      | 7           | 47       | 0     | 9        | 206      | 5     | 0        | 52    | 46       | 2.22     | 1.04    |
| 2004      | BOS       | 33    | 33    | 1     | 1     | 0        | 16    | 9     | 0        | 0           | .640  | 903   | 217.0    | 193      | 26          | 61       | 0     | 16       | 227      | 2     | 0        | 99    | 94       | 3.90     | 1.17    |
| 2005      | NYM       | 31    | 31    | 4     | 1     | 0        | 15    | 8     | 0        | 0           | .652  | 843   | 217.0    | 159      | 19          | 47       | 3     | 4        | 208      | 4     | 0        | 69    | 68       | 2.82     | 0.95    |
| 2006      | NYM       | 23    | 23    | 0     | 0     | 0        | 9     | 8     | 0        | 0           | .529  | 550   | 132.2    | 108      | 19          | 39       | 2     | 10       | 137      | 2     | 1        | 72    | 66       | 4.48     | 1.11    |
| 2007      | NYM       | 5     | 5     | 0     | 0     | 0        | 3     | 1     | 0        | 0           | .750  | 128   | 28.0     | 33       | 0           | 7        | 1     | 2        | 32       | 1     | 0        | 11    | 8        | 2.57     | 1.43    |
| 2008      | NYM       | 20    | 20    | 0     | 0     | 0        | 5     | 6     | 0        | 0           | .455  | 493   | 109.0    | 127      | 19          | 44       | 3     | 6        | 87       | 2     | 1        | 70    | 68       | 5.61     | 1.57    |
| 2009      | PHI       | 9     | 9     | 0     | 0     | 0        | 5     | 1     | 0        | 0           | .833  | 191   | 44.2     | 48       | 7           | 8        | 0     | 4        | 37       | 0     | 0        | 18    | 18       | 3.63     | 1.25    |
| MLB：18年 | MLB：18年 | 476   | 409   | 46    | 17    | 5        | 219   | 100   | 3        | 0           | .687  | 11394 | 2827.1   | 2221     | 239         | 760      | 30    | 141      | 3154     | 62    | 6        | 1006  | 919      | 2.93     | 1.05    |

- 各年度の太字はリーグ最高、赤太字はMLB歴代最高

### 年度別守備成績
| 年 度 | 球 団 | 投手（P） | 投手（P） | 投手（P） | 投手（P） | 投手（P） | 投手（P） |
| 年 度 | 球 団 | 試 合     | 刺 殺     | 補 殺     | 失 策     | 併 殺     | 守 備 率  |
| ----- | ----- | --------- | --------- | --------- | --------- | --------- | --------- |
| 1992  | LAD   | 2         | 0         | 0         | 0         | 0         | ----      |
| 1993  | LAD   | 65        | 4         | 4         | 0         | 1         | 1.000     |
| 1994  | MON   | 24        | 9         | 15        | 4         | 0         | .857      |
| 1995  | MON   | 30        | 14        | 23        | 2         | 0         | .949      |
| 1996  | MON   | 33        | 11        | 17        | 3         | 1         | .903      |
| 1997  | MON   | 31        | 7         | 31        | 1         | 1         | .974      |
| 1998  | BOS   | 33        | 11        | 18        | 4         | 3         | .879      |
| 1999  | BOS   | 31        | 13        | 15        | 1         | 0         | .966      |
| 2000  | BOS   | 29        | 14        | 28        | 0         | 2         | 1.000     |
| 2001  | BOS   | 18        | 5         | 5         | 0         | 0         | 1.000     |
| 2002  | BOS   | 30        | 16        | 16        | 2         | 1         | .941      |
| 2003  | BOS   | 29        | 14        | 20        | 0         | 0         | 1.000     |
| 2004  | BOS   | 33        | 16        | 16        | 1         | 0         | .970      |
| 2005  | NYM   | 31        | 6         | 19        | 0         | 0         | 1.000     |
| 2006  | NYM   | 23        | 7         | 13        | 5         | 0         | .800      |
| 2007  | NYM   | 5         | 1         | 0         | 0         | 0         | 1.000     |
| 2008  | NYM   | 20        | 6         | 17        | 0         | 1         | 1.000     |
| 2009  | PHI   | 9         | 1         | 6         | 0         | 1         | 1.000     |
| MLB   | MLB   | 476       | 155       | 263       | 23        | 11        | .948      |

- 各年度の太字はリーグ最高

### タイトル
- 最多勝利：1回（1999年）
- 最優秀防御率：5回（1997年、1999年、2000年、2002年、2003年）（歴代3位タイ）
- 最多奪三振：3回（1999年、2000年、2002年）

### 表彰
- サイ・ヤング賞：3回（1997年、1999年、2000年）
- ピッチャー・オブ・ザ・マンス：8回（1997年8月、1999年4月 - 6月・9月、2000年4月、2001年5月、2002年7月）
- プレイヤーズ・チョイス・アワーズ
  - 年間最優秀選手：1回（1999年）
  - 優秀投手：4回（1997年 - 2000年）
- MLBオールスターゲームMVP：1回（1999年）

### 記録
- 投手三冠：1回（1999年）
- MLBオールスターゲーム選出：6回（1996年 - 2000年、2002年）
- 8試合連続2桁奪三振（1999年8月19日 - 9月27日）
- シーズンWHIP：0.74（2000年）※歴代1位

### 代表歴
- 2009 ワールド・ベースボール・クラシック・ドミニカ共和国代表

### 背番号
- 45（1992年 - 1993年、1995年途中 - 2009年）※ボストン・レッドソックスの永久欠番
- 37（1994年 - 1995年途中）

## 著書
- 児島修 訳『ペドロ・マルティネス自伝』東洋館出版社、2017年7月。ISBN 978-4491033501。※電子書籍も出版